# Heteronyx humilis
Heteronyx humilis är en skalbaggsart som beskrevs av Blackburn 1910. Heteronyx humilis ingår i släktet Heteronyx och familjen Melolonthidae. Inga underarter finns listade i Catalogue of Life.